# Żabia Przełęcz Mięguszowiecka
Żabia Przełęcz Mięguszowiecka (niem. Östliche Ochsenrückenscharte, słow. Východná volia štrbina, węg. Keleti-Ōkörhát-csorba, 2315 m) – przełęcz w głównej grani Tatr usytuowana pomiędzy Żabią Turnią Mięguszowiecką (Žabia veža, 2236 m) a Wołową Turnią (Volia veža, 2360 m).
Przełęcz ta, podobnie jak sąsiadujące z nią szczyty, należy do znajdującego się na granicy polsko-słowackiej Wołowego Grzbietu (Volí chrbát), który oddziela od siebie doliny: Rybiego Potoku i Żabią Mięguszowiecką (Žabia dolina mengusovská). Południowe, słowackie stoki przełęczy są łatwo dostępne. Na północną, polską stronę natomiast opada z przełęczy wielka depresja, będąca częściowo stromym i szerokim żlebem, a częściowo kominem. W dolnej części podcięta jest szerokim, pionowym progiem o brązowej barwie skał. Depresja ma wylot na wielkim tarasie u podstawy Żabiej Turni Mięguszowieckiej.
Przełęcz wzięła swoją nazwę od Żabiej Turni Mięguszowieckiej.

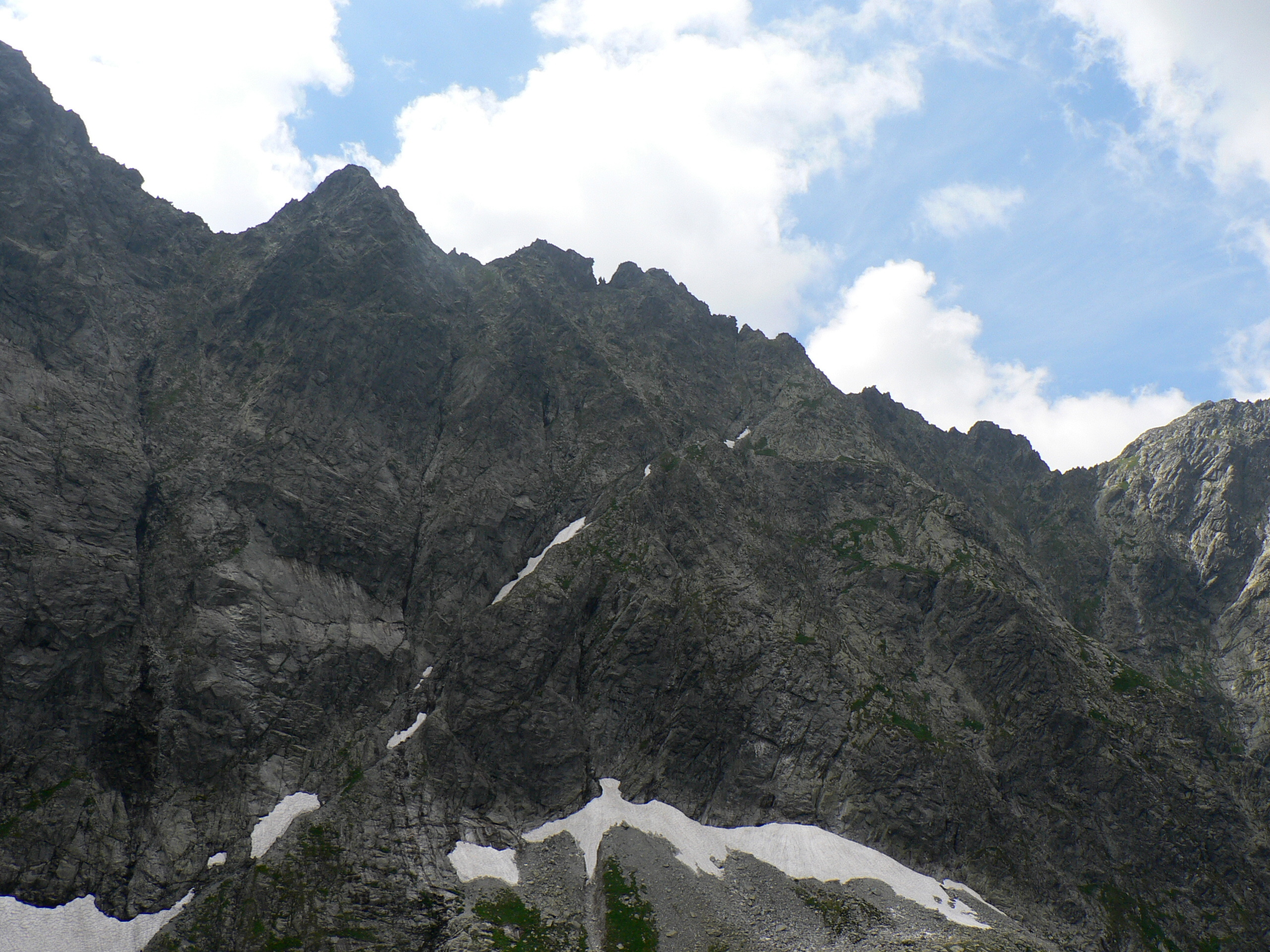
Żabia Przełęcz Mięguszowiecka i Wołowy Grzbiet aż do Czarnostawiańskiej Przełęczy. Widok z Buli pod Rysami
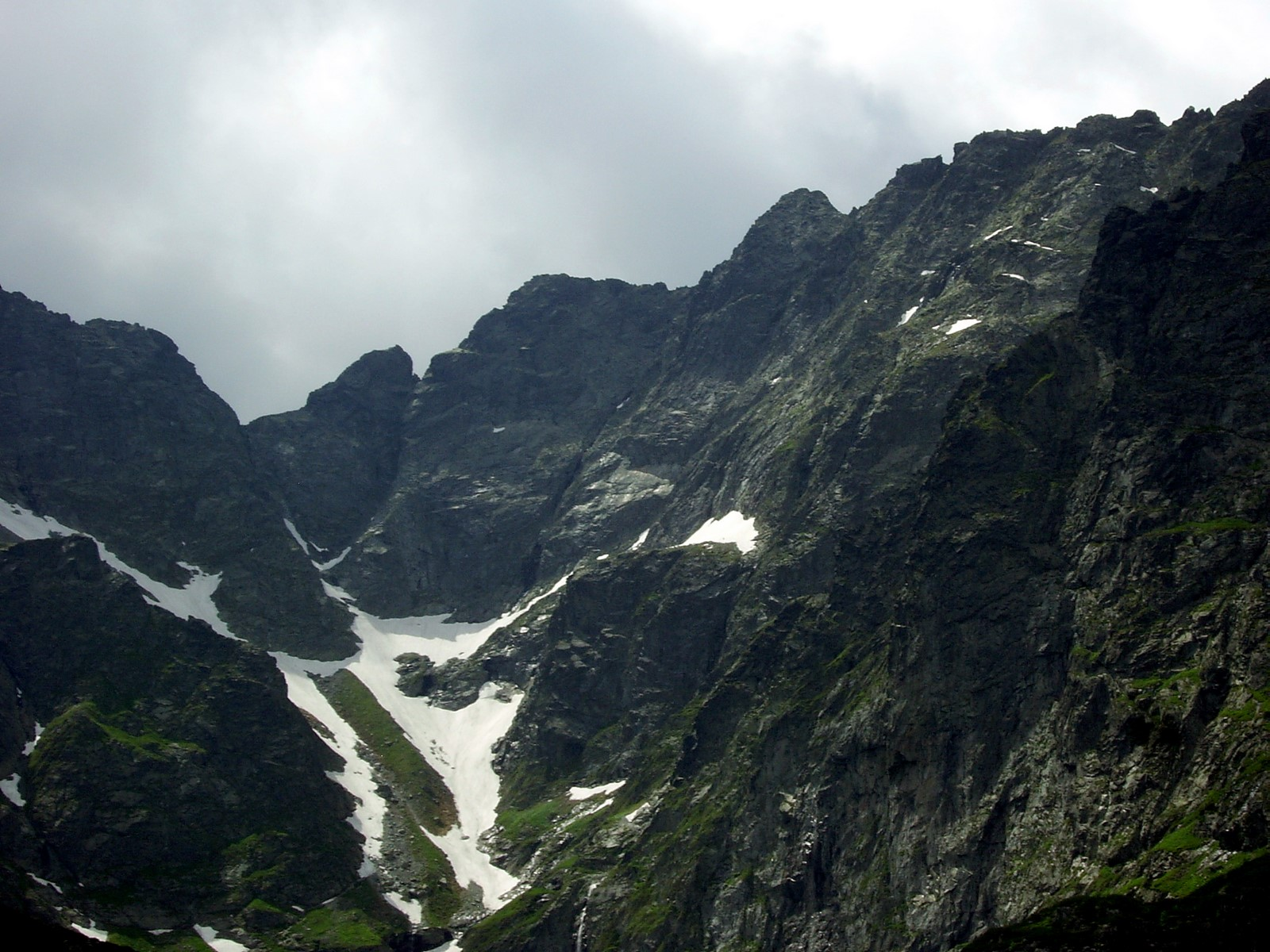
Od lewej: Żabia Przełęcz, Żabi Koń, Żabia Turnia Mięguszowiecka, Wołowa Turnia
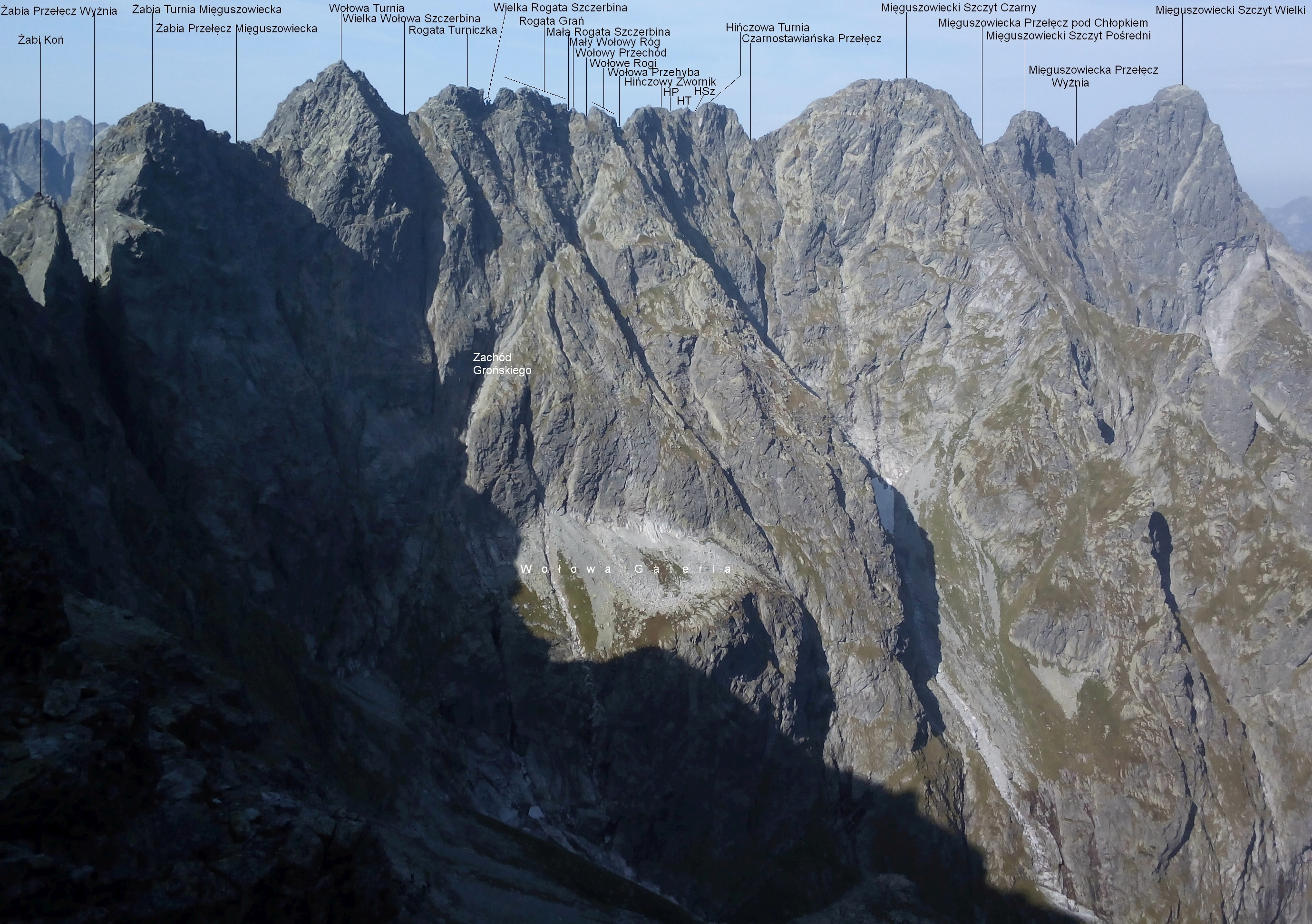
Widok z Niżnich Rysów
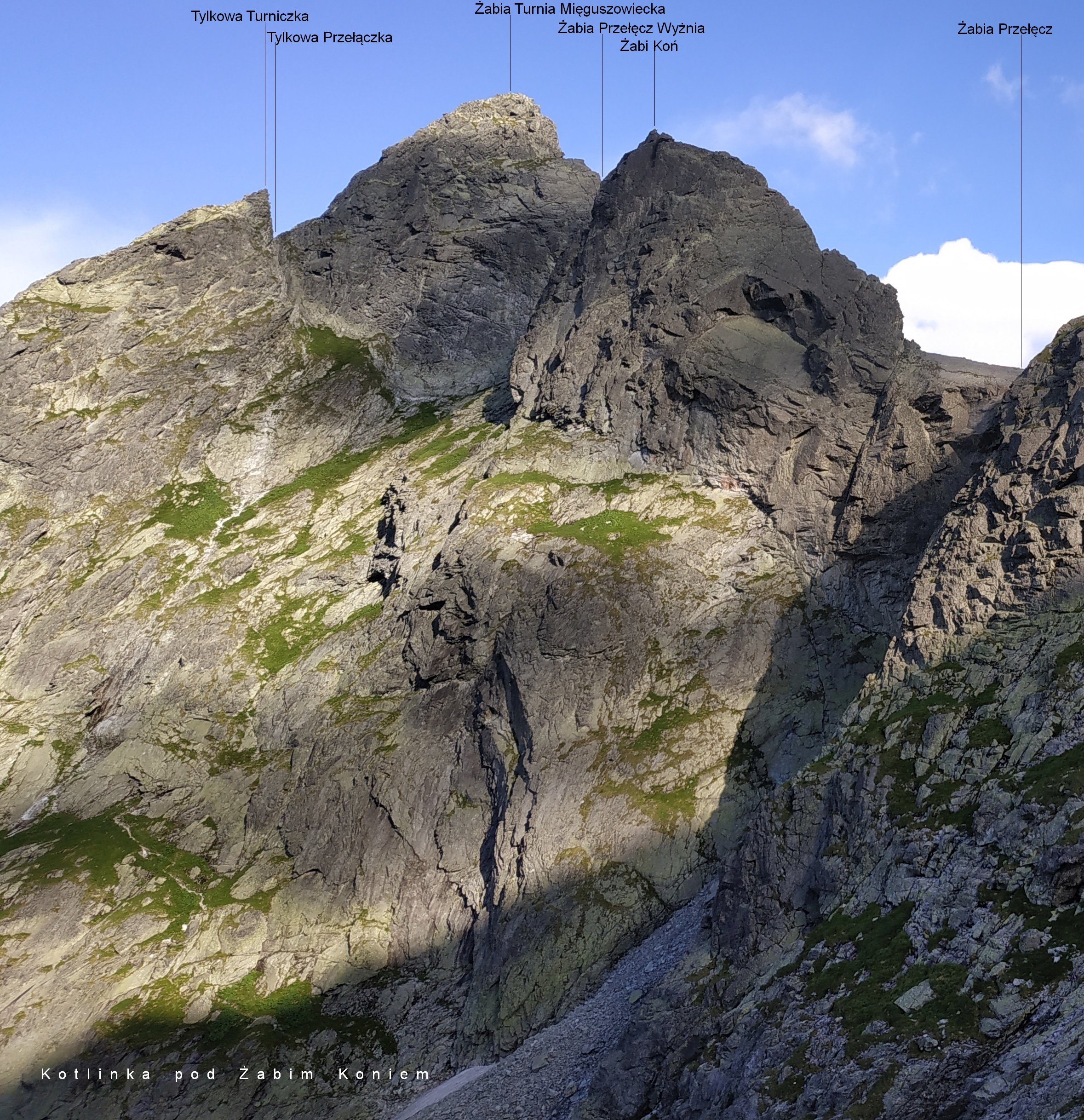
Widok z Doliny Żabiej Mięguszowieckiej

## Taternictwo
Historia zdobycia
Pierwsze odnotowane wejścia na przełęcz związane są z zejściami z Żabiej Turni Mięguszowieckiej (po przejściu Wołowego Grzbietu):
- latem – Katherine Bröske, Simon Häberlein, 11 września 1905 r.,
- zimą – Alfréd Grósz, 5 kwietnia 1913 r.[3]

Drogi wspinaczkowe
1. Z Wielkiej Wołowej Szczerbiny omijając od północy wierchołek Wołowej Turni; I w skali UIAA, czas przejścia 15 min,
2. Przez dolną część północnej ściany Wołowej Turni; III, 2 godz,
3. Przez dolny próg; V, A0, A, czas pierwszego przejścia 19 godz.,
4. Z Kotlinki pod Żabim Koniem; 0+, od szlaku na Rysy 45 min,
5. Od południa z Wołowej Kotlinki; 0, 30 min[2].